# Friedrich Huch
Friedrich Huch (ur. 19 czerwca 1873 w Brunszwiku, zm. 12 maja 1913 w Monachium) – niemiecki powieściopisarz, autor opowiadań i dramaturg. Kuzyn pisarki Ricardy Huch.
Po odbyciu studiów filozoficznych i filologicznych pracował jako guwerner między innymi w majątku pod Łodzią. Uchodził za portrecistę schyłkowego okresu XIX w. i początku XX w. w dziejach mieszczaństwa niemieckiego.
Cechami charakterystycznymi jego twórczości są: rzetelna obserwacja obyczajowa i psychologiczna, umiejętność uchwycenia typowych postaw mieszczańskich oraz ukazanie postaci, których osobowość oraz postępowanie nie mieściły się w ramach stereotypowego życia ówczesnego mieszczaństwa.
Huch uprawiał tak zwaną powieść uczniowską (niem. Schülerroman), popularną w Niemczech na przełomie XIX i XX w.

## Twórczość
- Geschwister, Berlin, Fischer, 1903.
- Träume, Berlin, Fischer, 1904.
- Wandlungen, Berlin, Fischer, 1905.
- Mao, Berlin, Fischer, 1907.
- Romane der Jugend, Berlin, Fischer, 1934.